# Compromis de Crittenden
Le compromis de Crittenden est une proposition infructueuse visant à inscrire de manière permanente l'esclavage dans la Constitution des États-Unis et à rendre ainsi inconstitutionnel la fin de l'esclavage par les futurs congrès. Il a été introduit par le sénateur américain John J. Crittenden (unioniste constitutionnel du Kentucky) le 18 décembre 1860. Il vise à résoudre la crise de sécession de 1860–1861, qui conduit finalement à la Guerre de Sécession, en répondant aux craintes et aux griefs des factions pro-esclavagistes du Sud et en combattant les activités anti-esclavagistes . 

## Contexte
Le compromis propose six amendements constitutionnels et quatre résolutions du Congrès. Crittenden le présente le 18 décembre. Il est suspendu le 31 décembre. 
Il garantit l'existence permanente de l'esclavage dans les États esclavagistes et répond aux demandes du Sud concernant les esclaves fugitifs et l'esclavage dans le district de Columbia. Il propose de rétablir le compromis du Missouri (qui avait été abrogé fonctionnellement en 1854 par la Loi Kansas-Nebraska, et entièrement annulé en 1857 par la décision Dred Scott) et d'étendre la ligne de compromis à l'ouest, avec l'esclavage interdit au nord de le parallèle 36 ° 30 ′ et garanti au sud de celui-ci. Le compromis comprend une clause selon laquelle il ne pouvait pas être abrogé ou modifié. 
Le compromis est populaire parmi les membres du Sud du Sénat, mais il est généralement inacceptable pour les républicains, qui s'opposent à l'expansion de l'esclavage au-delà des États où il existait déjà dans les territoires. L'opposition du chef de leur parti, le président élu Abraham Lincoln, est cruciale. Les républicains déclarent que le compromis "équivaudrait à une alliance perpétuelle de guerre contre chaque peuple, tribu et État possédant un pied de terre entre ici et la Terre de Feu".  Les seuls territoires au sud de la ligne sont des parties du Territoire du Nouveau-Mexique et du Territoire indien. Il y a un accord des deux côtés sur le fait que l'esclavage ne prospérerait jamais au Nouveau-Mexique. Le Sud refuse la proposition des républicains de la Chambre, approuvée par le comité le 29 décembre, d'admettre immédiatement le Nouveau-Mexique en tant qu'État.  Cependant, tous les opposants au compromis de Crittenden ne se sont pas également opposés à une nouvelle évolution territoriale des États-Unis . Le New York Times évoque «toute la croissance future de la République» et «tout le territoire qui pourra jamais appartenir aux États-Unis - l'ensemble du Mexique et de l'Amérique centrale».

## Composants

### Amendements à la Constitution

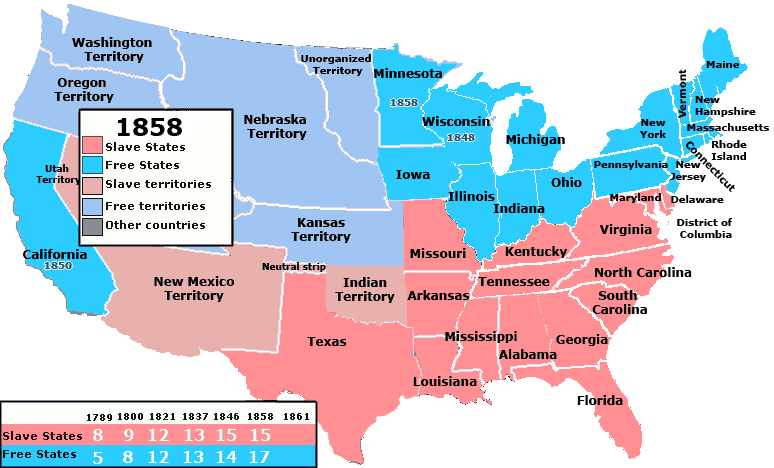
États et territoires pro-esclaves et libres en 1858. La ligne du compromis du Missouri en 1820 à 36 ° 30 ′ N. séparait le Missouri du Territoire de l'Arkansas, mais interdirait l'esclavage de tout nouvel État et territoire au nord de cette ligne et à l'ouest du Missouri, comme le fit le compromis de Crittenden proposé quarante ans plus tard. Cependant, cette partie du compromis de 1820 a été en grande partie annulée par la Loo Kansas – Nebraska de 1854 et la décision Dred Scott de la Cour suprême des États-Unis en 1857.

1. L'esclavage est interdit sur tout territoire des États-Unis «maintenant détenu ou acquis par la suite» au nord de la ligne de 36 degrés de latitude 30 minutes. Dans les territoires au sud de cette ligne, l'esclavage de la race africaine est "reconnu par la présente" et ne peut pas être interféré par le Congrès. De plus, la propriété des esclaves africains doit être «protégée par tous les départements du gouvernement territorial pendant sa durée». Les États futurs sont admis dans l'Union à partir de tout territoire avec ou sans esclavage comme le prévoit leurs constitutions.
2. Le Congrès a interdiction d'abolir l'esclavage dans les lieux sous sa juridiction dans un État esclavagiste, comme un poste militaire.
3. Le Congrès ne peut pas abolir l'esclavage dans le district de Columbia tant qu'il existe dans les États voisins de Virginie et du Maryland et sans le consentement des habitants du district. Une compensation serait accordée aux propriétaires qui refuseraient de consentir à l'abolition.
4. Le Congrès ne peut pas interdire ni interférer avec la traite des esclaves entre les États.
5. Le Congrès offre une compensation complète aux propriétaires d'esclaves fugitifs sauvés. Le Congrès a le pouvoir de poursuivre le comté dans lequel l'obstruction au Fugitive Slave Act a lieu pour récupérer le paiement. Le comté, à son tour, peut poursuivre "les mauvais faiseurs ou les sauveteurs" qui ont empêché le retour du fugitif.
6. Aucun amendement futur de la Constitution ne peut changer ces amendements ou autoriser ou habiliter le Congrès à interférer avec l'esclavage dans un État pro-esclavage[5].

### Résolutions du Congrès
1. Les lois sur les esclaves fugitifs sont constitutionnelles et doivent être fidèlement observées et exécutées.
2. Toutes les lois de l'État qui empêchent l'application des lois sur les esclaves fugitifs, « lois sur la liberté personnelle », sont inconstitutionnelles et devraient être abrogées.
3. Le Fugitive Slave Act de 1850 doit être modifié (et rendu moins répréhensible pour le Nord) en égalisant le barème des frais pour le retour ou la libération des fugitifs présumés et en limitant les pouvoirs des maréchaux pour convoquer les citoyens pour aider à leur capture.
4. Les lois pour la répression de la traite des esclaves africains doivent être appliquées de manière efficace et rigoureuse[5].

## Résultats

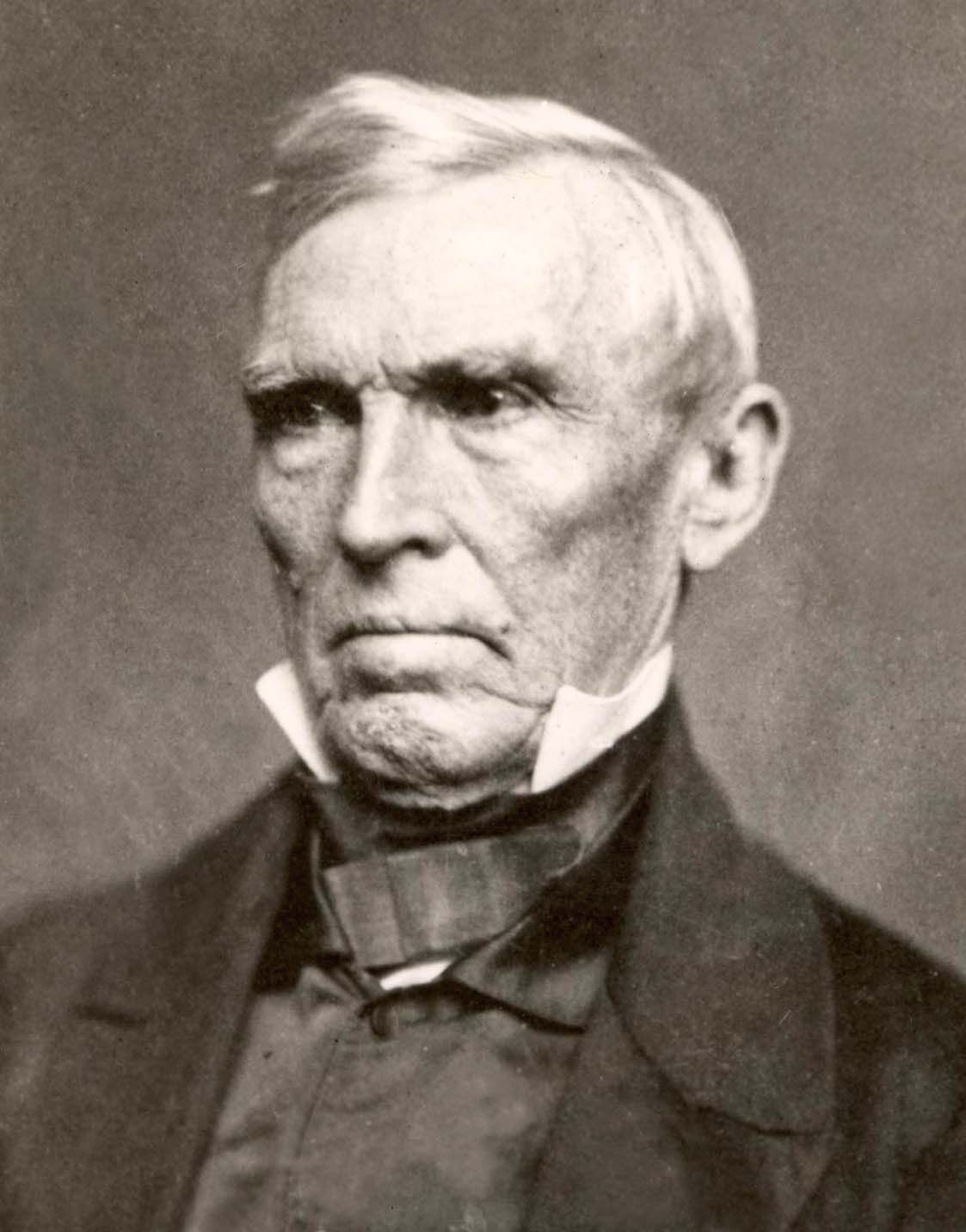
Portrait de 1855 par Matthew Brady du sénateur Crittenden.

Le président élu Abraham Lincoln s'oppose avec véhémence au compromis de Crittenden au motif qu'il s'oppose à toute politique permettant l'expansion continue de l'esclavage. Tant la Chambre des représentants que le Sénat  rejettent la proposition de Crittenden. Cela fait partie d'une série d'efforts de dernière minute pour fournir aux États du Sud des assurances suffisantes pour empêcher leur sécession lors de la dernière session du Congrès avant la prise de fonction de l'administration Lincoln. 
Les propositions Crittenden ont également été discutées à la Conférence de paix de 1861, une réunion de plus de 100 des principaux politiciens du pays, tenue du 8 au 27 février 1861, à Washington, DC La conférence, dirigée par l'ancien président John Tyler, est le dernière effort officiel des États pour éviter le début de la guerre. Là aussi, les propositions de compromis ont échoué, car la disposition garantissant la propriété des esclaves dans tous les territoires occidentaux et les acquisitions futures se sont de nouveau révélées inacceptables. 
Un éditorial de février 1861 dans le Charleston Courier (Charleston, Missouri) résume l'humeur qui prévaut dans les comtés frontaliers du sud alors que les propositions de Crittenden tombent en échec : «Les hommes à Washington pensent qu'il n'y a aucune chance pour la paix, et en effet tout semble sombre. Les résolutions Crittenden ont été rejetées à maintes reprises. Y a-t-il une autre proposition qui gagnera, que le Sud peut accepter ? Sinon - il y a la guerre - et malheur aux femmes et aux filles de notre pays ; la beauté ne sera qu'une incitation au crime et au pillage mais paye pour les raids de John Brown. Que nos citoyens se préparent au pire, cela peut venir."  Cette déclaration du rédacteur en chef George Whitcomb vient réponse à une lettre du représentant américain John William Noell, dont le district comprenait Charleston, critiquant la désunion. 

## Dans la culture populaire
Le roman Underground Airlines (2016) de Ben Winters se déroule dans une uchronie où le compromis de Crittenden a été accepté.  